# Valerij Leonyidovics Dshunjan
Valerij Leonyidovics Dshunjan (Валерий Леонидович Дшхунян; Tbiliszi, 1944. december 25. –) oroszországi örmény mérnök, kutató, cégvezető, az Angsztrem mikroprocesszor-gyártó cég igazgatója.
1969-ben szerzett diplomát a Moszkvai Mérnök-Fizikai Intézetben. Ezután a Zelenográdi Számítástechnikai Központban dolgozott mérnökként, majd laboratóriumvezetőként. 1976-tól a zelenográdi Precíziós Technológiai Tudományos Fejlesztőintézetben (Научно-Исследовательский Институт Tочной Tехнологии, НИИТТ, NIITT), a mai Angsztrem elődjében dolgozik.

## Díjai, elismerései
- Государственная премия (Állami Díj, 1988)
- Премия Совета Министров СССР (Az SZSZKSZ Minisztertanácsának Díja, 1983).